# Dispira simplex
Dispira simplex är en svampart som beskrevs av R.K. Benj. 1959. Dispira simplex ingår i släktet Dispira och familjen Dimargaritaceae.   Inga underarter finns listade i Catalogue of Life.